# Тилландсия фиалкоцветковая
Тилландсия фиалкоцветковая (лат. Tillandsia ionantha) — вид растений рода Тилландсия (Tillandsia), относящийся к семейству Бромелиевые (Bromeliaceae). Аборигенный вид для стран Центральной Америки и Мексики.

## Название
Род назван в честь шведского врача и ботаника Элиаса Тилландса (1640–1693), который считается основоположником финской ботаники. Видовой эпитет происходит от латинского слова ion – «фиалка» и греческого anthos – «цветок».

## Ботаническое описание

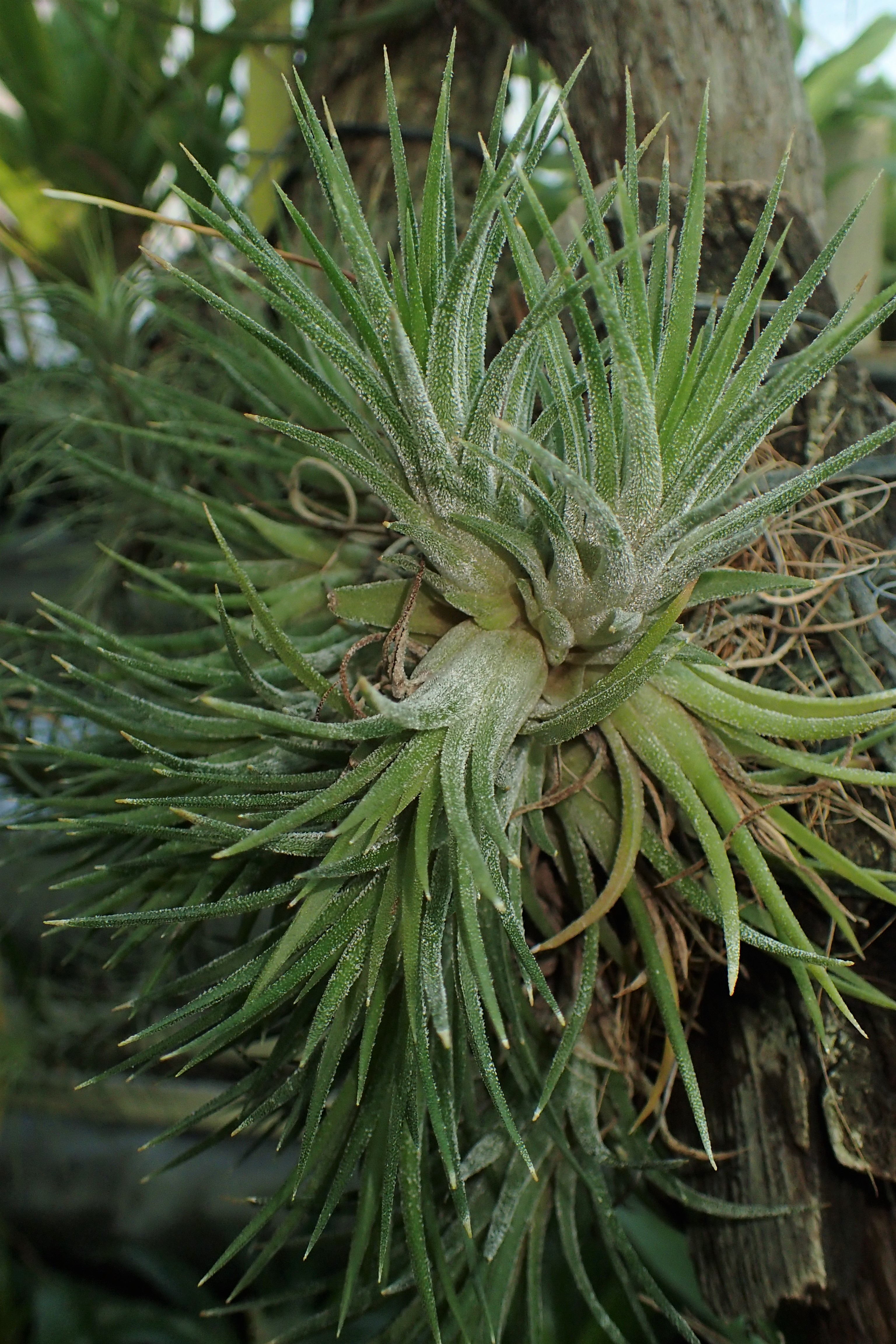
Растение в Ботаническом саду Вроцлавского университета

Эпифит, напоминающий экзотический коралл, образует миниатюрные розетки из изогнутых, тонких, зелёно-серебристых листьев. Во время цветения в центре розеток появляются колосковидные соцветия синевато-фиолетового оттенка, а верхние листья приобретают красный цвет.

## Распространение и экология
Естественный ареал включает Коста-Рику, Сальвадор, Гватемалу, Гондурас, Мексика, Никарагуа и Панаму.
Вид был интродуцирован в штате Флорида (США).

## Таксономия
Tillandsia ionantha Planch., первое упоминание в Fl. Serres Jard. Eur. 10: 101 (1855).

### Синонимы
- Pityrophyllum erubescens Beer
- Tillandsia erubescens H.Wendl.
- Tillandsia scopus Hook.f.

### Разновидности
Подтвержденные разновидности в соответствии с данными сайта WFO Plant List на июнь 2024 год:
- Tillandsia erubescens var. erubescens
- Tillandsia ionantha var. ionantha
- Tillandsia ionantha var. stricta Koide